# Richard van Poelgeest
Richard van Poelgeest (23 maart 1966) is een voormalig Nederlands basketballer. Van Poelgeest speelde met zijn 2,05 m vooral als center. In zijn carrière speelde hij voor BS Weert, GOBA Gorinchem, BC Oostende, Basket Groot Leuven en van 2006 tot 2010 voor Hasselt.

## Erelijst
Individuele prijzen
- MVP (1994)